# Кінгстон Тауншип (округ Лузерн, Пенсільванія)
Кінгстон Тауншип (англ. Kingston Township) — селище (англ. township) в США, в окрузі Лузерн штату Пенсільванія. Населення — 7108 осіб (2020).

## Демографія
Згідно з переписом 2010 року, у селищі мешкало 6999 осіб у 2815 домогосподарствах у складі 2063 родин. Було 2983 помешкання
Расовий склад населення:
| - 97,5 % — білих - 0,9 % — азіатів - 0,6 % — чорних або афроамериканців |

До двох чи більше рас належало 0,8 %. Частка іспаномовних становила 0,7 % від усіх жителів.
За віковим діапазоном населення розподілялося таким чином: 22,0 % — особи молодші 18 років, 62,6 % — особи у віці 18—64 років, 15,4 % — особи у віці 65 років та старші. Медіана віку мешканця становила 45,1 року. На 100 осіб жіночої статі у селищі припадало 96,3 чоловіків;  на 100 жінок у віці від 18 років та старших — 92,1 чоловіків також старших 18 років.
Середній дохід на одне домашнє господарство  становив 75 745 доларів США (медіана — 59 916), а середній дохід на одну сім'ю — 91 951 долар (медіана — 85 534). Медіана доходів становила 52 304 долари для чоловіків та 37 778 доларів для жінок. За межею бідності перебувало 9,1 % осіб, у тому числі 15,8 % дітей у віці до 18 років та 8,6 % осіб у віці 65 років та старших.
Цивільне працевлаштоване населення становило 3876 осіб. Основні галузі зайнятості: освіта, охорона здоров'я та соціальна допомога — 31,7 %, роздрібна торгівля — 16,5 %, виробництво — 8,8 %, науковці, спеціалісти, менеджери — 8,1 %.